# 17927 Ghoshal
17927 Ghoshal (1999 GL20) là một tiểu hành tinh vành đai chính được phát hiện ngày 15 tháng 4 năm 1999 bởi nhóm nghiên cứu tiểu hành tinh gần Trái Đất phòng thí nghiệm Lincoln ở Socorro.